# Близбрук
Близбрук (фр. Bliesbruck) насеље је и општина у североисточној Француској у региону Лорена, у департману Мозел која припада префектури Саргемен.
По подацима из 2011. године у општини је живело 1.012 становника, а густина насељености је износила 93,01 становника/km². Општина се простире на површини од 10,88 km². Налази се на средњој надморској висини од 200 метара (максималној 362 m, а минималној 202 m).

## Демографија
| 1962. | 1968. | 1975. | 1982. | 1990. | 1999. | 2011. |
| ----- | ----- | ----- | ----- | ----- | ----- | ----- |
| 903   | 918   | 867   | 965   | 915   | 985   | 1.012 |

График промене броја становника у току последњих година